# نزدیک‌ریختی و هم‌نزدیک‌ریختی
در شاخه‌بندی جانداران، نزدیک‌ریختی (به انگلیسی: Plesiomorphy) خصوصیتی است که نسبت به اجداد مستقیم بدون تغییر وضعیت باشد یا روی شجره‌نامه، نسبت به گروه‌های خارجی‌تر، یکسان باشد. البته نمی‌توان نزدیک‌ریختی را معادل لغت ابتدایی گرفت، زیرا این که خصوصیتی نزدیک‌ریخت باشد، کاملاً نسبی است؛ مثلاً در میان انواع پستانداران، وجود مو در نخستی‌سانان یک ویژگی پلسیومورف است؛ زیرا نزدیکترین وابستگان و در نتیجه اجداد مستقیم آنها نیز مو داشته‌اند. البته نداشتن مو در مارها نیز یک نزدیک‌ریختی است؛ زیرا اجداد آنها به‌طور مسلم مودار نبودند.

## هم‌نزدیک‌ریختی
هم‌نزدیک‌ریختی (Symplesiomorphy) اصطلاحی کم‌کاربرد است و زمانی استفاده می‌شود که بخواهیم دربارۀ انواع ابتدایی از یک گروه بزرگ صحبت کنیم. در این حال، نزدیک‌ریختی‌های مشترک بین این انواع ابتدایی را که در گروه‌های داخلی‌تر و پیشرفته‌تر به صورت هم‌جداریختی (سیناپومورفی) تغییر وضعیت داده‌اند به عنوان هم‌نزدیک‌ریختی تعریف می‌کنیم؛ مثلاً نداشتن دست و پا، هم‌نزدیک‌ریختی ماهی‌ها است. دلیل کم‌کاربرد بودن این عبارت این است که ارزش منطقی خاصی ندارد؛ مثلاً در یک جدول شباهت، در حقیقت آنچه که بدان رتبه داده می‌شود تعداد هم‌جداریختی‌هاست و نه تعداد هم‌نزدیک‌ریختی‌ها.